# Association Sportive Maniema Union
L'Association Sportive Maniema Union és un club de futbol congolès de la ciutat de Kindu.

## Palmarès
- Copa de la República Democràtica del Congo de futbol[3]
  - 2007, 2017, 2019

- Lliga provincial de Maniema
  - 2006